# Temporada 2002-03 de l'NBA
La temporada 2002-03 de l'NBA fou la cinquanta setena de la història de l'NBA. Los Angeles Lakers fou el campió després de guanyar a New Jersey Nets per 4-2.

## Aspectes més rellevants
- Els Hornets es traslladaren de Charlotte (Carolina del Nord) a New Orleans (Louisiana). Disputaren el seu primer partit en el New Orleans Arena.
- San Antonio Spurs jugà per primera vegada en el seu nou pavelló, el SBC Center (actualment conegut com a AT&T Center).
- Seria la darrera temporada en la que Houston Rockets celebrà els seus partits en el Compaq Center (antigament, The Summit).
- Michael Jordan anuncià la seva tercera i última retirada. El seu darrer partit fou el 16 d'abril de 2003 a Filadèlfia.
- L'All-Star Game es jugà en el Philips Arena d'Atlanta, Geòrgia (Estats Units). L'Oest guanyà, després de dues pròrrogues, per 155-145; Kevin Garnett fou el MVP del partit i va ser el darrer All-Star disputat per Jordan.
- Per primer cop, dos equips procedents de l'extinta ABA es veien les cares en les finals: New Jersey Nets contra San Antonio Spurs.
- Una nova regla de repetició s'aplica per a ajudar els àrbitres a determinar jugades finals.
- L'NBA canvia el format dels playoffs de sèries, i passa a ser del millor a cinc partits, al millor de set.
- Foren les finals amb menys audiència televisiva, menys que les de 1981.
- El 7 de gener de 2003, Kobe Bryant anotà 45 punts davant Seattle Sonics. Bryant transformà nou triples consecutius i un total de 12, batent el rècord de més triples anotats en un partit.

## Classificacions

### Conferència Est
| Equip              | V  | D  | %V   | P  |
| ------------------ | -- | -- | ---- | -- |
| New Jersey Nets    | 49 | 33 | ,598 | -  |
| Philadelphia 76ers | 48 | 34 | ,585 | 1  |
| Boston Celtics     | 44 | 38 | ,537 | 5  |
| Orlando Magic      | 42 | 40 | ,512 | 7  |
| Washington Wizards | 37 | 45 | ,451 | 12 |
| New York Knicks    | 37 | 45 | ,451 | 12 |
| Miami Heat         | 25 | 57 | ,305 | 24 |

| Equip               | V  | D  | %V   | P  |
| ------------------- | -- | -- | ---- | -- |
| Detroit Pistons     | 50 | 32 | ,610 | -  |
| Indiana Pacers      | 48 | 32 | ,585 | 2  |
| New Orleans Hornets | 47 | 35 | ,573 | 3  |
| Milwaukee Bucks     | 42 | 40 | ,512 | 8  |
| Atlanta Hawks       | 35 | 47 | ,427 | 15 |
| Chicago Bulls       | 30 | 52 | ,366 | 20 |
| Toronto Raptors     | 24 | 58 | ,293 | 26 |
| Cleveland Cavaliers | 17 | 65 | ,207 | 33 |

### Conferència Oest
| Equip                  | V  | D  | %V   | P  |
| ---------------------- | -- | -- | ---- | -- |
| San Antonio Spurs C    | 60 | 22 | ,732 | -  |
| Dallas Mavericks       | 60 | 22 | ,732 | -  |
| Minnesota Timberwolves | 51 | 31 | ,622 | 9  |
| Utah Jazz              | 47 | 35 | ,573 | 13 |
| Houston Rockets        | 43 | 39 | ,524 | 17 |
| Memphis Grizzlies      | 28 | 54 | ,341 | 32 |
| Denver Nuggets         | 17 | 65 | ,207 | 43 |

| Equip                  | V  | D  | %V   | P  |
| ---------------------- | -- | -- | ---- | -- |
| Sacramento Kings       | 59 | 23 | ,720 | -  |
| Los Angeles Lakers     | 50 | 32 | ,610 | 9  |
| Portland Trail Blazers | 50 | 32 | ,610 | 9  |
| Phoenix Suns           | 44 | 38 | ,537 | 15 |
| Seattle SuperSonics    | 40 | 42 | ,488 | 19 |
| Golden State Warriors  | 38 | 44 | ,463 | 21 |
| Los Angeles Clippers   | 27 | 55 | ,329 | 32 |

* V: victòries
* D: Derrotes
* %V: Percentatge de victòries
* P: Diferència de partits respecte al primer lloc
* C: Campió

## Playoffs
Els equips en negreta van avançar fins a la següent ronda. Els números a l'esquerra de cada equip indiquen la posició de l'equip en la seva conferència, i els números a la dreta indiquen el nombre de partits que l'equip va guanyar en aquesta ronda. Els campions de divisió estan marcats per un asterisc. L'avantatge de pista local no pertany necessàriament a l'equip de posició més alta al seu grup, sinó a l'equip amb un millor rècord a la temporada regular; els equips que gaudeixen de l'avantatge de casa es mostren en cursiva.
|  | Primera Ronda | Primera Ronda | Primera Ronda |   |               | Semifinals de Conferència | Semifinals de Conferència | Semifinals de Conferència |  |    | Finals de Conferència | Finals de Conferència | Finals de Conferència |  |    | Final NBA   | Final NBA | Final NBA |
|  |               |               |               |   |               |                           |                           |                           |  |    |                       |                       |                       |  |    |             |           |           |
|  | E1            | * Detroit     | 4             |   |               |                           |                           |                           |  |    |                       |                       |                       |  |    |             |           |           |
|  | E8            | Orlando       | 3             |   |               |                           |                           |                           |  |    |                       |                       |                       |  |    |             |           |           |
|  | E8            | Orlando       | 3             |   | E1            | * Detroit                 | 4                         |                           |  |    |                       |                       |                       |  |    |             |           |           |
|  |               |               |               |   | E1            | * Detroit                 | 4                         |                           |  |    |                       |                       |                       |  |    |             |           |           |
|  |               | E4            | Philadelphia  | 2 |               |                           |                           |                           |  |    |                       |                       |                       |  |    |             |           |           |
|  | E4            | E4            | Philadelphia  | 2 | Philadelphia  | 4                         |                           |                           |  |    |                       |                       |                       |  |    |             |           |           |
|  | E4            |               |               |   | Philadelphia  | 4                         |                           |                           |  |    |                       |                       |                       |  |    |             |           |           |
|  | E5            | New Orleans   | 2             |   |               |                           |                           |                           |  |    |                       |                       |                       |  |    |             |           |           |
|  | E5            | New Orleans   | 2             |   |               |                           |                           |                           |  | E1 | * Detroit             | 0                     |                       |  |    |             |           |           |
|  |               |               |               |   |               |                           |                           |                           |  | E1 | * Detroit             | 0                     |                       |  |    |             |           |           |
|  |               | E2            | * New Jersey  | 4 |               |                           |                           |                           |  |    |                       |                       |                       |  |    |             |           |           |
|  | E3            | E2            | * New Jersey  | 4 | Indiana       | 2                         |                           |                           |  |    |                       |                       |                       |  |    |             |           |           |
|  | E3            |               |               |   | Indiana       | 2                         |                           |                           |  |    |                       |                       |                       |  |    |             |           |           |
|  | E6            | Boston        | 4             |   |               |                           |                           |                           |  |    |                       |                       |                       |  |    |             |           |           |
|  | E6            | Boston        | 4             |   | E6            | Boston                    | 0                         |                           |  |    |                       |                       |                       |  |    |             |           |           |
|  |               |               |               |   | E6            | Boston                    | 0                         |                           |  |    |                       |                       |                       |  |    |             |           |           |
|  |               | E2            | * New Jersey  | 4 |               |                           |                           |                           |  |    |                       |                       |                       |  |    |             |           |           |
|  | E2            | E2            | * New Jersey  | 4 | * New Jersey  | 4                         |                           |                           |  |    |                       |                       |                       |  |    |             |           |           |
|  | E2            |               |               |   | * New Jersey  | 4                         |                           |                           |  |    |                       |                       |                       |  |    |             |           |           |
|  | E7            | Milwaukee     | 2             |   |               |                           |                           |                           |  |    |                       |                       |                       |  |    |             |           |           |
|  | E7            | Milwaukee     | 2             |   |               |                           |                           |                           |  |    |                       |                       |                       |  | E2 | *New Jersey | 2         |           |
|  |               |               |               |   |               |                           |                           |                           |  |    |                       |                       |                       |  | E2 | *New Jersey | 2         |           |
|  |               | 01            | * San Antonio | 4 |               |                           |                           |                           |  |    |                       |                       |                       |  |    |             |           |           |
|  | O1            | 01            | * San Antonio | 4 | * San Antonio | 4                         |                           |                           |  |    |                       |                       |                       |  |    |             |           |           |
|  | O1            |               |               |   | * San Antonio | 4                         |                           |                           |  |    |                       |                       |                       |  |    |             |           |           |
|  | O8            | Phoenix       | 2             |   |               |                           |                           |                           |  |    |                       |                       |                       |  |    |             |           |           |
|  | O8            | Phoenix       | 2             |   | O1            | * San Antonio             | 4                         |                           |  |    |                       |                       |                       |  |    |             |           |           |
|  |               |               |               |   | O1            | * San Antonio             | 4                         |                           |  |    |                       |                       |                       |  |    |             |           |           |
|  |               | O5            | L.A. Lakers   | 2 |               |                           |                           |                           |  |    |                       |                       |                       |  |    |             |           |           |
|  | O4            | O5            | L.A. Lakers   | 2 | Minnesota     | 2                         |                           |                           |  |    |                       |                       |                       |  |    |             |           |           |
|  | O4            |               |               |   | Minnesota     | 2                         |                           |                           |  |    |                       |                       |                       |  |    |             |           |           |
|  | O5            | L.A. Lakers   | 4             |   |               |                           |                           |                           |  |    |                       |                       |                       |  |    |             |           |           |
|  | O5            | L.A. Lakers   | 4             |   |               |                           |                           |                           |  | O1 | * San Antonio         | 4                     |                       |  |    |             |           |           |
|  |               |               |               |   |               |                           |                           |                           |  | O1 | * San Antonio         | 4                     |                       |  |    |             |           |           |
|  |               | O3            | Dallas        | 2 |               |                           |                           |                           |  |    |                       |                       |                       |  |    |             |           |           |
|  | O3            | O3            | Dallas        | 2 | Dallas        | 4                         |                           |                           |  |    |                       |                       |                       |  |    |             |           |           |
|  | O3            |               |               |   | Dallas        | 4                         |                           |                           |  |    |                       |                       |                       |  |    |             |           |           |
|  | O6            | Portland      | 3             |   |               |                           |                           |                           |  |    |                       |                       |                       |  |    |             |           |           |
|  | O6            | Portland      | 3             |   | O3            | Dallas                    | 4                         |                           |  |    |                       |                       |                       |  |    |             |           |           |
|  |               |               |               |   | O3            | Dallas                    | 4                         |                           |  |    |                       |                       |                       |  |    |             |           |           |
|  |               | O2            | *Sacramento   | 3 |               |                           |                           |                           |  |    |                       |                       |                       |  |    |             |           |           |
|  | O2            | O2            | *Sacramento   | 3 | * Sacramento  | 4                         |                           |                           |  |    |                       |                       |                       |  |    |             |           |           |
|  | O2            |               |               |   | * Sacramento  | 4                         |                           |                           |  |    |                       |                       |                       |  |    |             |           |           |
|  | O7            | Utah          | 1             |   |               |                           |                           |                           |  |    |                       |                       |                       |  |    |             |           |           |

## Estadístiques
| Categoria                   | Jugador       | Equip              | Mitjana/% |
| --------------------------- | ------------- | ------------------ | --------- |
| Punts per partit            | Tracy McGrady | Orlando Magic      | 32,1      |
| Rebots per partit           | Ben Wallace   | Detroit Pistons    | 15,4      |
| Assistències per partit     | Jason Kidd    | New Jersey Nets    | 8,9       |
| Robatoris per partit        | Allen Iverson | Philadelphia 76ers | 2,7       |
| Taps per partit             | Theo Ratliff  | Atlanta Hawks      | 3,2       |
| Percentatge de tirs de camp | Eddy Curry    | Chicago Bulls      | 58,5      |
| Percentatge de tirs lliures | Allan Houston | New York Knicks    | 91,9      |
| Percentatge de triples      | Bruce Bowen   | San Antonio Spurs  | 44,1      |

## Premis
- MVP de la temporada
  -  Tim Duncan (San Antonio Spurs)

- Millor defensor
  -  Ben Wallace (Detroit Pistons)

- Rookie de l'any
  -  Amare Stoudemire (Phoenix Suns)

- Millor sisè home
  -  Bobby Jackson (Sacramento Kings)

- Jugador amb millor progressió
  -  Gilbert Arenas (Golden State Warriors)

- Entrenador de l'any
  -  Gregg Popovich (San Antonio Spurs)

- Primer quintet de la temporada
  - F - Kevin Garnett, Minnesota Timberwolves
  - F - Tim Duncan, San Antonio Spurs
  - C - Shaquille O'Neal, Los Angeles Lakers
  - G - Kobe Bryant, Los Angeles Lakers
  - G - Tracy McGrady, Orlando Magic

- Segon quintet de la temporada
  - F - Dirk Nowitzki, Dallas Mavericks
  - F - Chris Webber, Sacramento Kings
  - C - Ben Wallace, Detroit Pistons
  - G - Jason Kidd, New Jersey Nets
  - G - Allen Iverson, Philadelphia 76ers

- Tercer quintet de la temporada
  - F - Paul Pierce, Boston Celtics
  - F - Jamal Mashburn, New Orleans Hornets
  - F - Jermaine O'Neal, Indiana Pacers
  - G - Stephon Marbury, Phoenix Suns
  - G - Steve Nash, Dallas Mavericks

- Primer quintet defensiu
  - F - Tim Duncan, San Antonio Spurs
  - F - Kevin Garnett, Minnesota Timberwolves
  - C - Ben Wallace, Detroit Pistons
  - G - Doug Christie, Sacramento Kings
  - G - Kobe Bryant, Los Angeles Lakers

- Segon quintet defensiu
  - F - Ron Artest, Indiana Pacers
  - F - Bruce Bowen, San Antonio Spurs
  - C - Shaquille O'Neal, Los Angeles Lakers
  - G - Jason Kidd, New Jersey Nets
  - G - Eric Snow, Philadelphia 76ers

- Primer quintet de rookies
  - Yao Ming, Houston Rockets
  - Amare Stoudemire, Phoenix Suns
  - Drew Gooden, Orlando Magic
  - Caron Butler, Miami Heat
  - Nenê Hilario, Denver Nuggets

- Segon quintet de rookies
  - G - Emanuel Ginobili, San Antonio Spurs
  - G - Gordan Giricek, Orlando Magic
  - F - Carels Boozer, Cleveland Cavaliers
  - G - Jay Williams, Chicago Bulls
  - G - J.R. Bremer, Boston Celtics